# La Albuera (Extremadura)
La Albuera ist ein Dorf in der spanischen Provinz Badajoz.

## Geographie
La Albuera liegt südlich der Stadt Badajoz nahe der Grenze zu Portugal. 2024 hatte die Gemeinde 1.992 Einwohner.

## Geschichte
Der Ort wurde bekannt durch die Schlacht bei La Albuera. Dort siegten die vereinigten Engländer, Spanier und Portugiesen unter William Carr Beresford am 16. Mai 1811 über die Franzosen unter Nicolas Jean-de-Dieu Soult, der Badajoz entsetzen wollte.